# Мандул (регион)
Мандул (на френски: Mandoul) е регион в Чад. Столица е град Кумра. Намира се на част от територията на бившата префектура Моайен Шари. От 29 юни 2007 година губернатор на региона е Баянан Госингар.

## Единици
Регионът включва 3 департамента:
| Департамент    | Столица  | Под-префектури                        |
| -------------- | -------- | ------------------------------------- |
| Източен Мандул | Беджондо | Беджондо, Бебопен, Бекамба            |
| Западен Мандул | Кумра    | Бедая, Бесада, Гунди, Кумра, Нгангара |
| Бар Сара       | Моисала  | Буна, Дембо, Моисала                  |

## Население
Основните етнически групи са сара, маджингайе, мбаи, нар и даи. По данни от 2009 година населението на региона възлиза на 628 065 души.

## Икономика
Населението е заето предимно в областта на земеделието и памукопроизводството.